# HMS Sikh (F82)
Pour les autres navires du même nom, voir HMS Sikh.
Pour les articles homonymes, voir F82.
Le HMS Sikh est un destroyer de la classe Tribal de la Royal Navy.

## Histoire
Le navire entre en service au sein de la 4e flottille de destroyers.
Le 29 avril 1940, après l'évacuation des troupes alliées de Norvège dans le cadre de l'opération Alphabet avec cinq autres destroyers (Somali, Mashona, Walker, Wanderer, Westcott) et les croiseurs légers Sheffield, Arethusa' et Galatea, il vient à Åndalsnes. Durant l'opération, le Wanderer prend 150 soldats mais il tombe en panne et est remorqué par le Sikh.
En 1941, il participe à la neutralisation du cuirassé allemand Bismarck. La nuit avant la neutralisation, il tire une salve de quatre torpilles puis s'attribue une frappe après avoir entendu des explosions sous-marines, mais en fait, il n'y a rien.
Le Sikh est transféré en Méditerranée au sein de la Force H. Le 13 décembre 1941, lui, le Legion, le Maori et le destroyer néerlandais HNLMS Isaac Sweers coulent les croiseurs italiens Alberto da Giussano et Alberico da Barbiano dans la bataille du cap Bon.
Le 4 août 1942, le Sikh, le Zulu, le Croome et le Tetcott coulent le sous-marin allemand U 372 au large de Haïfa.
Le 14 septembre, le Sikh et le Zulu participent à l'opération Agreement, une intervention à Tobrouk. Le Sikh est frappé et coulé par des canons de 88 mm allemands et/ou des canons de 152 mm italiens ainsi qu'une bombe larguée d'un Macchi M.C.200. 115 membres d'équipage meurent, les survivants sont faits prisonniers. Le Zulu est endommagé puis détruit par un bombardement le lendemain.